# 武茨湖
52°58′15″N 13°00′31″E / 52.97084°N 13.0086°E

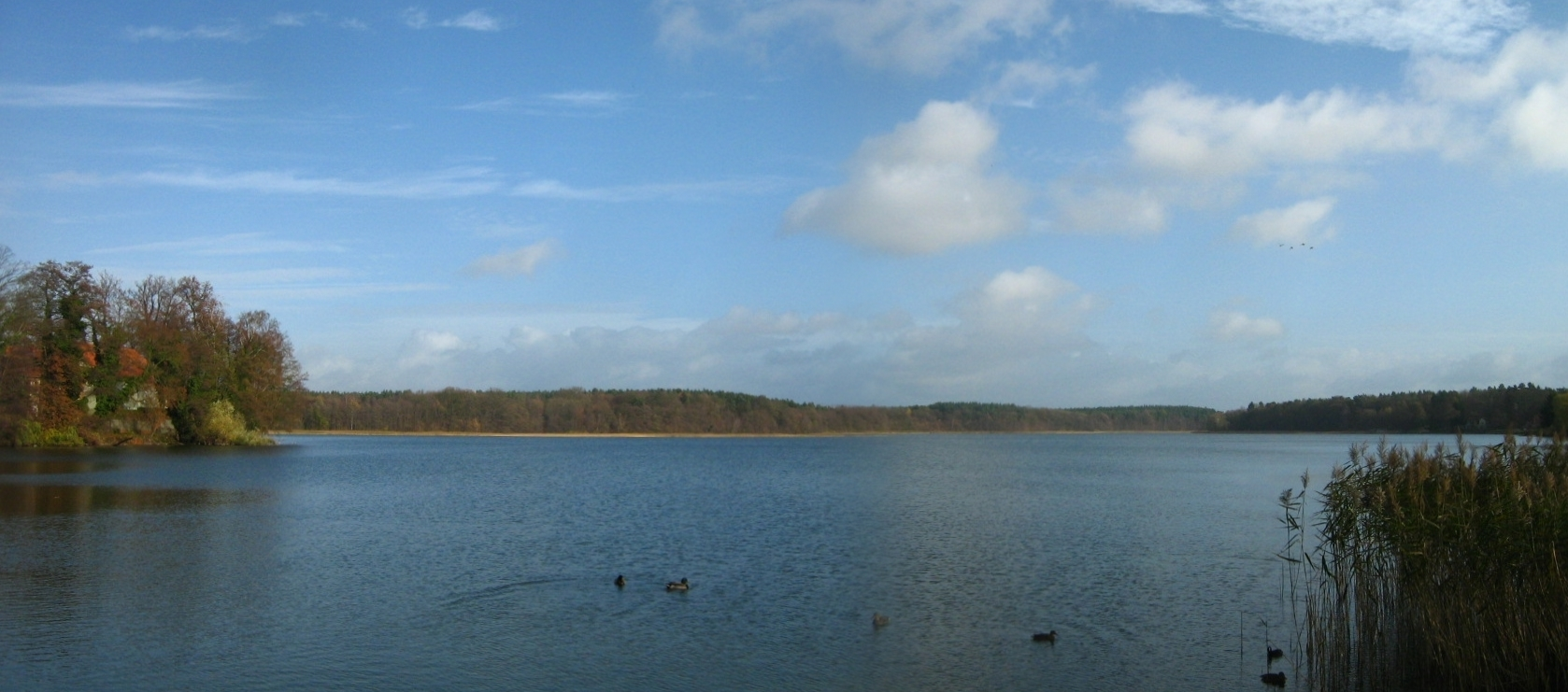

武茨湖（德語：Wutzsee），是德國的湖泊，位於該國西南部，由勃蘭登堡州負責管轄，處於東普里格尼茨-魯平縣，長2.9公里、寬0.6公里，面積0.9平方公里，海拔高度40米，最大水深18米。